# Tour Down Under 2010
Tour Down Under 2010 var den 12. udgave af Tour Down Under cykelløbet. Det blev kørt fra d. 19. januar til d. 24 januar 2010 og gik fra Clare til Adelaide i South Australia. Det var det første løb i UCI ProTour 2010. Løbet blev vundet af André Greipel fra Team HTC-Columbia efter han vandt spurtafslutninger på 3 af løbets etaper.

## Deltagende hold
De deltagende hold i løbet var:
- Ag2r-La Mondiale
- Astana Pro Team
- BMC Racing Team
- Caisse d'Epargne
- Euskaltel-Euskadi
- Française des Jeux
- Garmin-Transitions
- Liquigas-Doimo
- Quick Step
- Omega Pharma-Lotto
- Rabobank
- Team HTC-Columbia
- Team Katusha
- Team Milram
- Team RadioShack
- Team Saxo Bank
- Team Sky
- Team UniSA

## Etaper

### 1. etape
19. januar 2010 – Clare til Tanunda, 141 km
|    | Rytter                   | Hold               | Tid        |
| -- | ------------------------ | ------------------ | ---------- |
| 1  | André Greipel (GER)      | Team HTC-Columbia  | 3t 15' 30" |
| 2  | Gert Steegmans (BEL)     | Team RadioShack    | s.t.       |
| 3  | Jurgen Roelandts (BEL)   | Omega Pharma-Lotto | s.t.       |
| 4  | Danilo Wyss (SUI)        | BMC Racing Team    | s.t.       |
| 5  | Greg Henderson (NZL)     | Team Sky           | s.t.       |
| 6  | Baden Cooke (AUS)        | Team Saxo Bank     | s.t.       |
| 7  | Graeme Brown (AUS)       | Rabobank           | s.t.       |
| 8  | Robbie McEwen (AUS)      | Team Katusha       | s.t.       |
| 9  | José Joaquín Rojas (ESP) | Caisse d'Epargne   | s.t.       |
| 10 | Valeriy Dmitriyev (KAZ)  | Astana Pro Team    | s.t.       |

|    | Rytter                 | Hold               | Tid        |
| -- | ---------------------- | ------------------ | ---------- |
| 1  | André Greipel (GER)    | Team HTC-Columbia  | 3t 15' 20" |
| 2  | Gert Steegmans (BEL)   | Team RadioShack    | + 4"       |
| 3  | Martin Kohler (SUI)    | BMC Racing Team    | + 4"       |
| 4  | Jurgen Roelandts (BEL) | Omega Pharma-Lotto | + 6"       |
| 5  | Biel Kadri (FRA)       | Ag2r-La Mondiale   | + 6"       |
| 6  | Timothy Roe (AUS)      | UniSA              | + 8"       |
| 7  | Danilo Wyss (SUI)      | BMC Racing Team    | + 10"      |
| 8  | Greg Henderson (NZL)   | Team Sky           | + 10"      |
| 9  | Baden Cooke (AUS)      | Team Saxo Bank     | + 10"      |
| 10 | Graeme Brown (AUS)     | Rabobank           | + 10"      |

### 2. etape
20. januar 2010 – Gawler til Hahndorf, 133 km
|    | Rytter                   | Hold               | Tid        |
| -- | ------------------------ | ------------------ | ---------- |
| 1  | André Greipel (GER)      | Team HTC-Columbia  | 3t 23' 49" |
| 2  | Greg Henderson (NZL)     | Team Sky           | s.t.       |
| 3  | Robbie McEwen (AUS)      | Team Katusha       | s.t.       |
| 4  | Robbie Hunter (RSA)      | Garmin-Transitions | s.t.       |
| 5  | Graeme Brown (AUS)       | Rabobank           | s.t.       |
| 6  | Allan Davis (AUS)        | Astana Pro Team    | s.t.       |
| 7  | Danilo Wyss (SUI)        | BMC Racing Team    | s.t.       |
| 8  | Luke Roberts (AUS)       | Team Milram        | s.t.       |
| 9  | Baden Cooke (AUS)        | Team Saxo Bank     | s.t.       |
| 10 | José Joaquín Rojas (ESP) | Caisse d'Epargne   | s.t.       |

|    | Rytter                   | Hold               | Tid        |
| -- | ------------------------ | ------------------ | ---------- |
| 1  | André Greipel (GER)      | Team HTC-Columbia  | 6t 38' 59" |
| 2  | Greg Henderson (NZL)     | Team Sky           | + 14"      |
| 3  | Gert Steegmans (BEL)     | Team RadioShack    | + 14"      |
| 4  | Robbie McEwen (AUS)      | Team Katusha       | + 16"      |
| 5  | Jurgen Roelandts (BEL)   | Omega Pharma-Lotto | + 16"      |
| 6  | Danilo Wyss (SUI)        | BMC Racing Team    | + 20"      |
| 7  | Graeme Brown (AUS)       | Rabobank           | + 20"      |
| 8  | Baden Cooke (AUS)        | Team Saxo Bank     | + 20"      |
| 9  | Robbie Hunter (RSA)      | Garmin-Transitions | + 20"      |
| 10 | José Joaquín Rojas (ESP) | Caisse d'Epargne   | + 20"      |

### 3. etape
21. januar 2010 – Unley til Stirling, 132.5 km
|    | Rytter                   | Hold                 | Tid        |
| -- | ------------------------ | -------------------- | ---------- |
| 1  | Manuel Cardoso (POR)     | Footon-Servetto-Fuji | 3t 14' 38" |
| 2  | Alejandro Valverde (ESP) | Caisse d'Epargne     | + 1"       |
| 3  | Cadel Evans (AUS)        | BMC Racing Team      | s.t.       |
| 4  | Peter Sagan (SVK)        | Liquigas-Doimo       | s.t.       |
| 5  | Mauro Finetto (ITA)      | Liquigas-Doimo       | s.t.       |
| 6  | Michael Rogers (AUS)     | Team HTC-Columbia    | s.t.       |
| 7  | Luke Roberts (AUS)       | Team Milram          | s.t.       |
| 8  | Markus Fothen (GER)      | Team Milram          | s.t.       |
| 9  | Anthony Roux (FRA)       | Française des Jeux   | s.t.       |
| 10 | Eduard Vorganov (RUS)    | Team Katusha         | s.t.       |

|    | Rytter                   | Hold               | Tid        |
| -- | ------------------------ | ------------------ | ---------- |
| 1  | André Greipel (GER)      | Team HTC-Columbia  | 9t 53' 38" |
| 2  | Greg Henderson (NZL)     | Team Sky           | + 14"      |
| 3  | Gert Steegmans (BEL)     | Team RadioShack    | + 14"      |
| 4  | Alejandro Valverde (ESP) | Caisse d'Epargne   | + 14"      |
| 5  | Robbie McEwen (AUS)      | Team Katusha       | + 16"      |
| 6  | Jurgen Roelandts (BEL)   | Omega Pharma-Lotto | + 16"      |
| 7  | Cadel Evans (AUS)        | BMC Racing Team    | + 16"      |
| 8  | Andriy Hryvko (UKR)      | Astana Pro Team    | + 19"      |
| 9  | Graeme Brown (AUS)       | Rabobank           | + 20"      |
| 10 | Robbie Hunter (RSA)      | Garmin-Transitions | + 20"      |

### 4. etape
22. januar 2010 – Norwood til Goolwa, 149.5 km
|    | Rytter                   | Hold                 | Tid        |
| -- | ------------------------ | -------------------- | ---------- |
| 1  | André Greipel (GER)      | Team HTC-Columbia    | 3t 30' 29" |
| 2  | Robbie McEwen (AUS)      | Team Katusha         | s.t.       |
| 3  | Graeme Brown (AUS)       | Rabobank             | s.t.       |
| 4  | Gert Steegmans (BEL)     | Team RadioShack      | s.t.       |
| 5  | Manuel Cardoso (POR)     | Footon-Servetto-Fuji | s.t.       |
| 6  | Julian Dean (NZL)        | Garmin-Transitions   | s.t.       |
| 7  | Jurgen Roelandts (BEL)   | Omega Pharma-Lotto   | s.t.       |
| 8  | Matthew Goss (AUS)       | Team HTC-Columbia    | s.t.       |
| 9  | Robert Förster (GER)     | Team Milram          | s.t.       |
| 10 | Yauheni Hutarovich (BLR) | Française des Jeux   | s.t.       |

|    | Rytter                 | Hold               | Tid         |
| -- | ---------------------- | ------------------ | ----------- |
| 1  | André Greipel (GER)    | Team HTC-Columbia  | 13t 23' 57" |
| 2  | Robbie McEwen (AUS)    | Team Katusha       | + 20"       |
| 3  | Greg Henderson (NZL)   | Team Sky           | + 24"       |
| 4  | Gert Steegmans (BEL)   | Team RadioShack    | + 24"       |
| 5  | Graeme Brown (AUS)     | Rabobank           | + 26"       |
| 6  | Jurgen Roelandts (BEL) | Omega Pharma-Lotto | + 26"       |
| 7  | Cadel Evans (AUS)      | BMC Racing Team    | + 26"       |
| 8  | Andriy Hryvko (UKR)    | Astana Pro Team    | + 29"       |
| 9  | Robbie Hunter (RSA)    | Garmin-Transitions | + 30"       |
| 10 | Baden Cooke (AUS)      | Team Saxo Bank     | + 30"       |

### 5. etape
23. januar 2010 – Snapper Point til Willunga, 148 km
|    | Rytter                   | Hold               | Tid        |
| -- | ------------------------ | ------------------ | ---------- |
| 1  | Luis León Sánchez (ESP)  | Caisse d'Epargne   | 3t 29' 39" |
| 2  | Luke Roberts (AUS)       | Team Milram        | + 2"       |
| 3  | Alejandro Valverde (ESP) | Caisse d'Epargne   | + 4"       |
| 4  | Cadel Evans (AUS)        | BMC Racing Team    | s.t.       |
| 5  | Peter Sagan (SVK)        | Liquigas-Doimo     | + 6"       |
| 6  | Markus Fothen (GER)      | Team Milram        | s.t.       |
| 7  | Sebastien Rosseler (BEL) | Team RadioShack    | s.t.       |
| 8  | Cameron Meyer (AUS)      | Garmin-Transitions | s.t.       |
| 9  | Greg Henderson (NZL)     | Team Sky           | + 9"       |
| 10 | Fabio Sabatini (ITA)     | Liquigas-Doimo     | s.t.       |

|    | Rytter                  | Hold               | Tid         |
| -- | ----------------------- | ------------------ | ----------- |
| 1  | André Greipel (GER)     | Team HTC-Columbia  | 16t 53' 45" |
| 2  | Luis León Sánchez (ESP) | Caisse d'Epargne   | + 11"       |
| 3  | Luke Roberts (AUS)      | Team Milram        | + 17"       |
| 4  | Robbie McEwen (AUS)     | Team Katusha       | + 20"       |
| 5  | Cadel Evans (AUS)       | BMC Racing Team    | + 21"       |
| 6  | Greg Henderson (NZL)    | Team Sky           | + 24"       |
| 7  | Eduard Vorganov (RUS)   | Team Katusha       | + 25"       |
| 8  | Jurgen Roelandts (BEL)  | Omega Pharma-Lotto | + 26"       |
| 9  | Markus Fothen (GER)     | Team Milram        | + 27"       |
| 10 | Andriy Hryvko (UKR)     | Astana Pro Team    | + 29"       |

### 6. etape
24. januar 2010 – Adelaide, 90 km
|    | Rytter                   | Hold               | Tid        |
| -- | ------------------------ | ------------------ | ---------- |
| 1  | Christopher Sutton (AUS) | Team Sky           | 1t 53' 20" |
| 2  | Greg Henderson (NZL)     | Team Sky           | s.t.       |
| 3  | Graeme Brown (AUS)       | Rabobank           | s.t.       |
| 4  | Robbie McEwen (AUS)      | Team Katusha       | s.t.       |
| 5  | André Greipel (GER)      | Team HTC-Columbia  | s.t.       |
| 6  | Allan Davis (AUS)        | Astana Pro Team    | s.t.       |
| 7  | Matthew Goss (AUS)       | Team HTC-Columbia  | s.t.       |
| 8  | Yauheni Hutarovich (BLR) | Française des Jeux | s.t.       |
| 9  | Gert Steegmans (BEL)     | Team RadioShack    | s.t.       |
| 10 | Anthony Ravard (FRA)     | Ag2r-La Mondiale   | s.t.       |

|    | Rytter                  | Hold               | Tid         |
| -- | ----------------------- | ------------------ | ----------- |
| 1  | André Greipel (GER)     | Team HTC-Columbia  | 18t 47' 05" |
| 2  | Luis León Sánchez (ESP) | Caisse d'Epargne   | + 11"       |
| 3  | Greg Henderson (NZL)    | Team Sky           | + 15"       |
| 4  | Robbie McEwen (AUS)     | Team Katusha       | + 17"       |
| 5  | Luke Roberts (AUS)      | Team Milram        | + 17"       |
| 6  | Cadel Evans (AUS)       | BMC Racing Team    | + 21"       |
| 7  | Eduard Vorganov (RUS)   | Team Katusha       | + 25"       |
| 8  | Jurgen Roelandts (BEL)  | Omega Pharma-Lotto | + 26"       |
| 9  | Robbie Hunter (RSA)     | Garmin-Transitions | + 26"       |
| 10 | Markus Fothen (GER)     | Team Milram        | + 27"       |

## Trøjernes fordeling gennem løbet
| Etape | Vinder             | Samlet ·      | Bjerg ·          | Sprint ·      | Ungdom ·         | Hold ·           | Angrebsivrig ·    |
| ----- | ------------------ | ------------- | ---------------- | ------------- | ---------------- | ---------------- | ----------------- |
| 1     | André Greipel      | André Greipel | Timothy Roe      | Martin Kohler | Martin Kohler    | Ag2r-La Mondiale | Timothy Roe       |
| 2     | André Greipel      | André Greipel | Timothy Roe      | André Greipel | Jurgen Roelandts | Ag2r-La Mondiale | David Kemp        |
| 3     | Manuel Cardoso     | André Greipel | Thomas Rohregger | André Greipel | Jurgen Roelandts | Ag2r-La Mondiale | Simon Clarke      |
| 4     | André Greipel      | André Greipel | Thomas Rohregger | André Greipel | Jurgen Roelandts | Ag2r-La Mondiale | Stef Clement      |
| 5     | Luis León Sánchez  | André Greipel | Thomas Rohregger | André Greipel | Jurgen Roelandts | Ag2r-La Mondiale | Cadel Evans       |
| 6     | Christopher Sutton | André Greipel | Thomas Rohregger | André Greipel | Jurgen Roelandts | Ag2r-La Mondiale | Wesley Sulzberger |
| Final | Final              | André Greipel | Thomas Rohregger | André Greipel | Jurgen Roelandts | Ag2r-La Mondiale | —                 |